# Vorderwurth

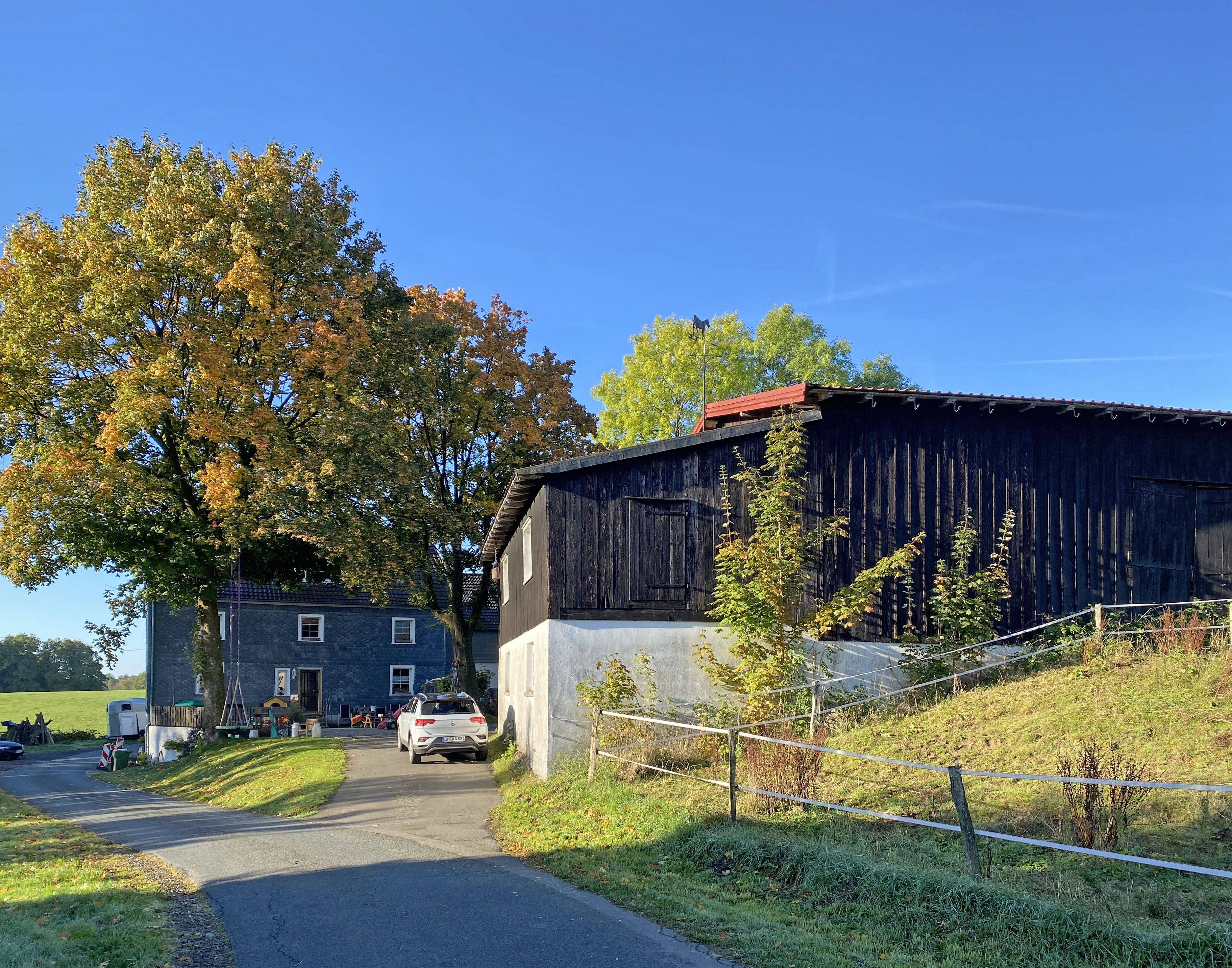
Hof in Vorderwurth

Vorderwurth ist eine Hofschaft von Wipperfürth im Oberbergischen Kreis im Regierungsbezirk Köln in Nordrhein-Westfalen (Deutschland).

## Lage und Beschreibung
Die Hofschaft liegt im Nordosten von Wipperfürth südlich des Dorfes Kreuzberg. Nachbarorte sind Hinterwurth, Kupferberg und Schleise. Im Ort entspringt der in den Bach Schleise mündende Vorderwurther Siepen.
Politisch wird der Ort durch den Direktkandidaten des Wahlbezirks 11 (110) Kreuzberg im Rat der Stadt Wipperfürth vertreten.

## Geschichte
1443 wird Vorderwurth in „Einkünfte und Rechte des Kölner Apostelstiftes“ erstmals mit der Ortsbezeichnung „Wort“ genannt. Die Karte Topographia Ducatus Montani aus dem Jahre 1715 zeigt jeweils zwei Höfe an getrennt voneinander liegenden Plätzen und bezeichnet diese einheitlich mit „Wurdt“. In der Karte Topographische Aufnahme der Rheinlande von 1825 sind die Hofschaften mit eigenen Ortsnamen versehen. „Vord. Wort“ lautet nun die Ortsbezeichnung. Ab der Preußischen Uraufnahme von 1840 bis 1844 wird der heute gebräuchliche Name „Vorderwurth“ verwendet.

## Busverbindungen
Über die im Nachbarort Hinterwurth gelegene Bushaltestelle der Linie 338 (VRS/OVAG) ist eine Anbindung an den öffentlichen Personennahverkehr gegeben.

## Wanderwege
Die vom SGV ausgeschilderten Wanderwege A1 und der Wipperfürther Rundweg führen durch die Hofschaft.